# Boy Meets Boy (film)
Pour les articles homonymes, voir Boy Meets Boy.
Pour plus de détails, voir Fiche technique et Distribution.
Boy Meets Boy (hangeul : 소년, 소년을 만나다, RR : Sonyeon, Sonnyeoneul Mannada) est un court métrage romantique sud-coréen coécrit et réalisé par Kim Jho Kwang-soo, sorti en 2008.

## Synopsis
L'histoire raconte la relation entre Seok I et Min Soo. Tout commence dans un bus, Min Soo fini ses devoirs et fait tomber sa pellicule de son appareil photo. La pellicule se dirige contre le pied de Seok I et Min Soo cherche un moyen de la récupérer. Ils échangent quelques regards puis Min Soo détourne son regard du sien. En le regardant de nouveau, il voit sa pellicule dans la main de Seok I. Timidement, il décide de quitter sa place pour s'approcher de celui-ci. Seok I la lui rend. En voulant retourner à sa place, il découvre peu après qu'une femme s'est assise et elle lui rend poliment son sac. N'ayant pas le choix, il doit rester debout.
À l'arrêt du bus, il descend et marche en espérant que Seok I le suit. Déçut que ce ne soit pas ainsi, il continue sur place et fonce droit vers Seok I. Surpris, il reste sur place et une fée apparaît et lui chante une chanson sur l'amour. Seok I enlève sa casquette, s'approche de lui et lui tend un appareil photo. À travers des flashbacks, Min Soo découvre que Seok I et ses amis l'ont agressé et en s'enfuyant, il le voit tenir son appareil photo qui lui a été volé. Il prend l'appareil photo et Seok I s'éloigne. Min Soo court après lui et ce dernier en se retournant, est serré dans les bras de Min Soo.
Lors du retour de la fée, elle révèle que Seok I avait l'intention de redonner l'appareil photo à Min Soo et le dernier flashback montre Seok I qui le suit en montant dans le bus.

## Fiche technique
- Titre original : 소년, 소년을 만나다
- Titre international : Boy Meets Boy
- Réalisation : Kim Jho Kwang-soo
- Scénario : Kim Jho Kwang-soo et Min Yong-geun
- Photographie : Kim Myeong-joon
- Montage : No Seung-mi
- Musique : Kim Dong-wook
- Production : Song Tae-jong
- Société de production : Generation Blue Films
- Pays d'origine :  Corée du Sud
- Langue originale : coréen
- Format : couleur
- Genre : romance
- Durée : 13 minutes
- Dates de sortie : 
  - Corée du Sud :  20 novembre 2008

## Distribution
- Kim Hye-sung : Min Soo
- Lee Hyun-jin : Seok I
- Ye Ji-won : la fée